# Casa de Pávlov

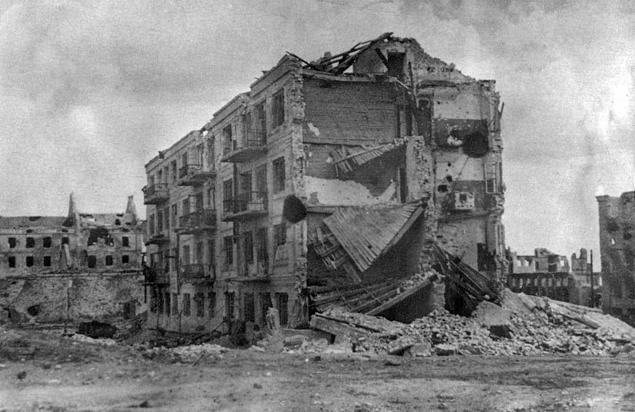
Casa de Pávlov durante la Segunda Guerra Mundial

La Casa de Pávlov (en ruso: дом Павлова: dom Pávlova) es un edificio de apartamentos de la ciudad rusa de Stalingrado. Durante la Segunda Guerra Mundial, fue defendido en la Batalla de Stalingrado entre 1942 y 1943. Recibió su nombre del sargento Yákov Pávlov, que mandaba el pelotón que tomó el edificio y lo defendió durante la batalla.

## El edificio
La casa era un edificio de cuatro plantas en el centro de la ciudad de Stalingrado, construido en paralelo a la orilla del río Volga y frente a la Plaza del 9 de enero, una gran plaza cuadrangular cuyo nombre proviene del Domingo Sangriento. El edificio fue atacado por los alemanes en septiembre de 1942. La noche del 28 de septiembre un pelotón del 42.º Regimiento de la 13.ª División de la Guardia recibió la orden de tomar el edificio y defenderlo. El pelotón estaba al mando del joven suboficial Yákov Pávlov, que reemplazaba a su oficial superior herido. Consiguieron su objetivo, aunque sólo cuatro hombres sobrevivieron al combate. En el sótano, Pávlov descubrió un pequeño grupo de rusos, civiles y militares, algunos de ellos gravemente heridos. Ellos solos lograron defender la plaza hasta que, días después, tropas de refuerzo suministraron ametralladoras, fusiles antitanque y morteros. La guarnición de veinticinco hombres fortificaron el perímetro del edificio con alambre de púas y minas, preparando posiciones de ametralladora y fusiles antitanque en las ventanas. Para mejorar las comunicaciones y el suministro dentro del edificio, demolieron los tabiques del sótano y los pisos superiores, amén de cavar una trinchera que les comunicaba con las posiciones soviéticas en el exterior. Los suministros les llegaban por la trinchera después de cruzar el río en bote, evitando los bombardeos alemanes.
El inconveniente fue siempre el suministro de agua y víveres. A falta de camas, los soldados abrieron tubos de asbesto para intentar dormir sobre ellos, pese al fuego de ametralladora alemán día y noche. Los asaltos alemanes sucedían a lo largo del día. Cada vez que los tanques alemanes intentaban atravesar la plaza, los hombres de Pavlov concentraban fuego pesado sobre ellos desde el sótano, las ventanas o el tejado, dejando atrás cadáveres y acero. Los alemanes se retiraban una y otra vez.
Los defensores y los civiles rusos que continuaban viviendo en los sótanos resistieron del 23 de septiembre al 25 de noviembre de 1942, cuando fueron relevados por las fuerzas soviéticas al contraataque.
El destacamento de defensores de la casa de Pávlov incluía representantes de un gran número de las repúblicas soviética, el sargento Pávlov y dos de sus hombres, Alexandrov y Afanasiev, eran rusos, Subgayda y Gluschenko, ucranianos, Mosiyashvili y Stephanashvili georgianos, Turganov uzbeco, Murzayev kazajo, Turdiev de Tayikistán y Ramazanov un tártaro.
En los mapas de batalla del 62.º Ejército Soviético, la casa en tierra de nadie comenzó a denominarse "Dom Pavlov" (Casa de Pávlov) y se convirtió en un lugar de apoyo y referencia. Los soviéticos verificaban observaciones de movimientos de tropas alemanas, informando, por ejemplo, tanques enemigos a 200 metros al norte de la Casa de Pávlov. En los mapas alemanes, el edificio aparecía señalado como un punto fortificado.

## Significado simbólico

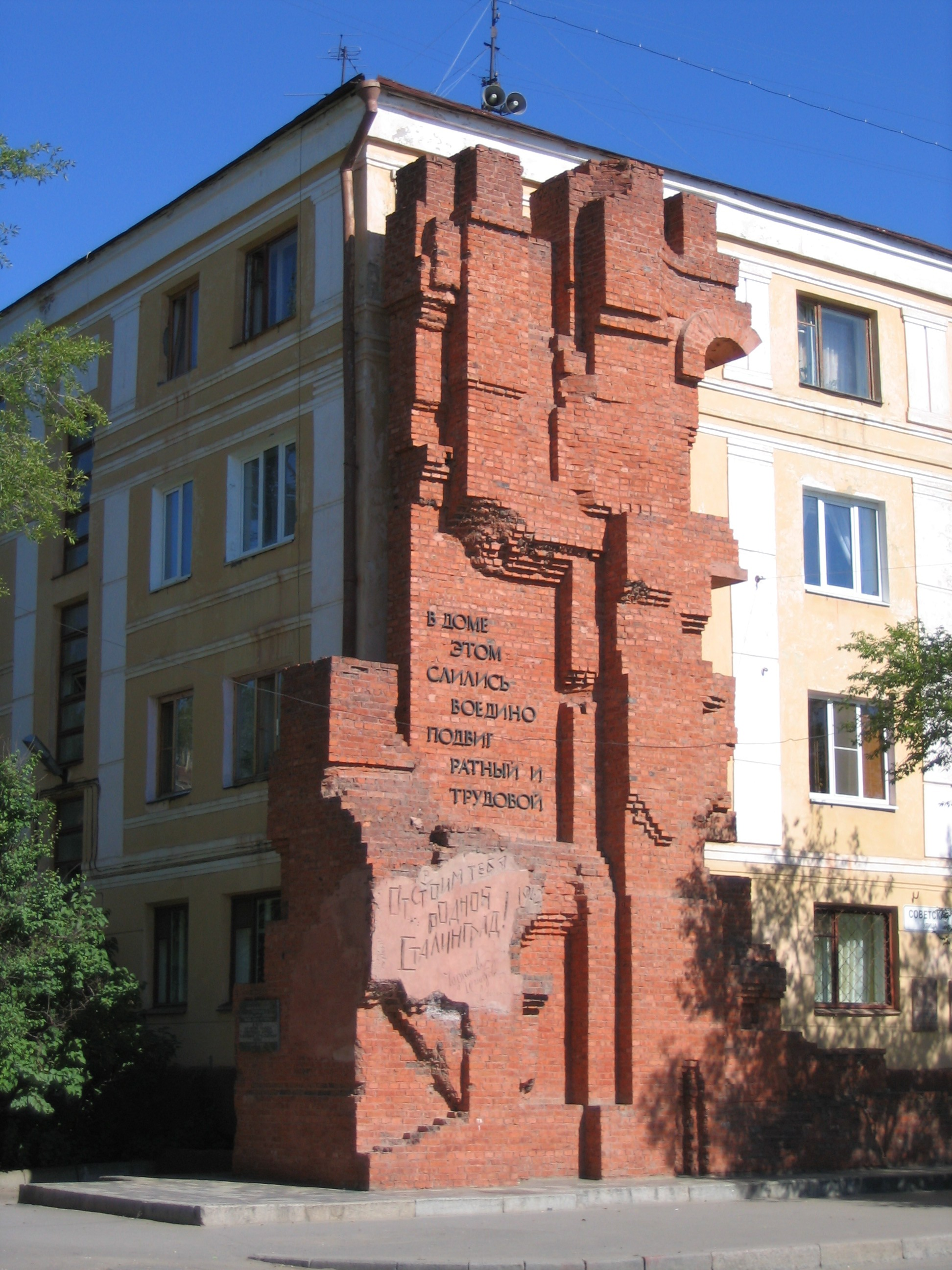
Casa de Pávlov en su estado actual. La inscripción en el memorial dice: "En este edificio están las hazañas heróicas unidas de la guerra y del trabajo. Defenderemos/construyan vosotros, querido Stalingrado!"

La Casa de Pávlov devino en un símbolo de la resistencia numantina de la Unión Soviética en la Gran Guerra Patriótica en general y la Batalla de Stalingrado en particular. 
La Casa de Pávlov se reconstruyó tras la batalla y hoy día aún se usa como edificio de apartamentos. En la parte este del edificio frente al Volga, se eleva un monumento formado por los ladrillos recogidos tras la batalla.
Yákov Pávlov fue nombrado héroe de la Unión Soviética por sus acciones. Después de la guerra, ingresó en una orden monacal en Sergievo.